# Greenville, Georgia
Greenville är administrativ huvudort i Meriwether County i Georgia. Greenville grundades år 1827 som countyhuvudort och fick sitt namn efter militären Nathanael Greene. Enligt 2010 års folkräkning hade Greenville 876 invånare.

## Kända personer från Greenville
- William J. Samford, politiker